# Dijagnostičke metode u oftalmologiji
Dijagnostičke metode u oftalmologiji su bitan segment ove medicinske specijalnosti jer proističu, pre svega, od uske povezanosti organa vida i njihove fiziologije i patologije povezane sa opštim događanjima u organizmu.
Pregled oka i ostalih organa vida u oftalmologiji se obavlja kombinovanom primenom više metoda, u cilju postavljanja što tačnije dijagnoze. U tom smislu pregled oka može se obaviti uz pomoć uobičajene opreme koja se koristi u oftalmologiji, u koju spada standardni oftalmoskop; i dopunskih metoda za koje je potrebna posebna oprema i prethodna procena oftalmologa, koju od metoda treba primeniti.
Pre primene metode treba imati u vidu da dopunski pregledi, odnosno sve savremenije dijagnostičke metode, trebaju biti samo dragocena dopuna slike koju je oftalmolog stekao osnovnim kliničkim pregledom, i nikako ne smeju biti zamena za taj pregled, ili kako je svojevremeni rekao nekadašnji profesor pedijatrije Tasovac - svaki metod procene vredi onoliko koliko vredi onaj koji ga upotrebljava.

## Standardne metode
| Naziv metode              | Slika | Opis metode |
| ------------------------- | ----- | --- |
| Indirektna oftalmoskopija |       | Zasniva se na pregledu fundusa (očnog dna) u indirektnoj slici na biomkroskopu odnosno špalt lampi, bezkontaktno, korištenjem lupe od 90 ili 68D ili kontaktnom metodom uz pomoć panfundoskopa ili Goldmanovog stakla sa tri ogledala. Kod oftalmologa koji žele raditi vitreoretinalnu hirurgiju indirektna oftalmoskopija ima prvorazredni značaj. Značajna je za preglede dece i odojčadi kod prematurne retinopatije pregleda kod ablacije mreţnjače, dijabetičara i sl. Procena edema makule ovom metodom zavisi od vešine i iskustva lekara, od saradnje pacijenta, mogućnosti za postizanje midrijaze, stepena zamućenja medija i samog tipa edema makule. Ovom metodom se može u trodimenzionoj slici videti edem makule njegovu lokalizacija, rasprostranjenost (fokalni ili difuzni), izraženost. Metodom se može uočiti postojanje mikroaneurizmi, hemoragija, tvrdih i mekih eksudata, kao i postojanje epiretinalne membrane -ERM. Metoda je insuficijentna u otkrivnju početnog edema, mada se smatra da je moguče uočiti edem tek kada je zadebljanje retine odnosno makule 1,6 x u odnosu na normalnu debljinu. Metodom je teško proceniti odnos retine i vitreusa odnosno zadnje hialoidee. Sve manjkavosti ove metoda upotpunila je metoda optičke koherentne tomografije. |
| Direktna oftalmoskopija   |       | Pregled direktnim oftalmoskopom služi za uočavanje detalja kao što su mikroaneurizme, tvrdi lipidni eksudati, ali sam edem se teško uočava jer se fundus (očno dno) posmatra monokularno i na taj način izostaje trodimenzionalna slika. Detalji fundusa zapažaju se kada se ispitivač približi na svega 1-2 cm od ispitanika. Uvećanje slike u direktnoj oftalmoskopiji iznosi oko 14 puta što je posebno značajno kod detaljnijih analiza makularnog područja. Ovom metodom početni edem rožnjače se može registrovati samo kao alteracija fovealnih refleksa. Indikacije za ovu metodu su: rutinski skrining promena na zadnjem polu, zbog čega je indiciran kod svake posete oftalmologu, procena venskih i arterijskih pulsacija, kalibra arterijskog svetlosnog refleksa, sitnih mikroaneurizama, neprozirnosti medija procena ekskavacije optičkog diska kad je midrijaza kontraindikovana; pregled linearnom aperturom olakšava procenu dubine. |
| Refraktometrija           |       | Objektivna je metoda za proučavanje refrakcije (prelamanja snage) oka uz pomoć posebnog aparata - refraktometra. Danas je u oftalmologiji u širokoj upotrebi automatski (kompjuter) refraktometar, koji na savremen brz i tačan način omogućava proučavanje refrakcije oka, i zato se često koristi u dečjoj oftalmologiji. Njom se mogu otkriti razne refraktivne greške kao što su kratkovidost, dalekovidost ili astigmatizam što omogućava brzo i tačno pristupanje korekciji vida. Kako se kompjutorskim merenjem često dobije veća vrednost dioptrije od one koju je pacijent „sposoban“ nositi na naočarama važno je ovu metodu dopuniti proverom dioptrije „u živo“ pomoću probnih stakala, kako bi se odabrala ona jačina dioptrije uz koju pacijent najbolje vidi. Pre merenja ne treba nositi kontaktna sočiva: polutvrda najmanje 3 dana (odnosno onoliko dana koliko se godina nose RGP kontaktna soćiva), od noći koja pretkodi danu merenja. |
| Tonometrija               |       | Neinvazivno određivanje očnog (intraokularnoga) pritiska merenjem napetosti očne jabučice. Bezkontaktni tonometar uveo je u upotrebu Grolman ranih 70-ih godina. Ovaj tonometar radi po principu aplanacije, ali umesto da se u tu svrhu upotrebi prizma, centralni deo rožnjače se zaravnjuje mlazom vazduha. Normalne vrednosti aplanacijske tonometrije iznose 15 do 22 mmHg, a kod empresijske tonometrije vrednosti zavise od uređaja. Tonografija je ispitivanje funkcije filtracijskog uređaja oka registracijom promene napetosti očne jabučice u određenom vremenskom intervalu. Kako pritisak impresijskoga tonometra stimuliše istjecanje intraokularne tekućine, na osnovu ove vrednosti može se izračunati vrednost otpora istiecanja kroz filtracijski uređaj oka. |

## Slikovne metode
Slikovne metode u oftalmologiji zasnivaju se na upotrebi savremanih aparata zasnovanih na slikovnim prikazima oka i njegovih struktura, Ovim metodama se vrlo česta, gotovo neograničeno dobijene se slike koriste da se stvori i nov, opšti vizuelni prikaz neke bolesti. Kada se shvati da će slika dobijena takvim aparatom uvek biti ista kod iste promene, onda se indikacije za upotrebu aparata sužavaju na ono što je posebno. To je najčešće ono što se ni jednom drugom metodom ne vidi kod pojedinačnog pacijenta, a ima značaja ne samo za dijagnostiku već i za postavljanje indikacija za lečenje brojnih bolesti oka.
| Naziv metode                   | Slika | Opis metode |
| ------------------------------ | ----- | --- |
| Fundus fotografija             |       | Zasniva se na kolor fotografiji u zelenom svetlu ili „red free“ fotografiji, koja se kao i parovi stereofotografije koriste se za postavljanje dijagnoze kod masovnih skrininga. Ovom metodom se odvajaju nalazi koji su normalnih od onih koji su za češče praćenje kao i oni kod kojih je indikovano lečenje. Stereofundusfotografije zahtevaju iskustvo onoga ko očitava rezultate, jer kao skrining metod ove fotografije su insuficijentne u otkrivanju blagog subkliničkog edema makule, gde je centralna debljina makule između 200—300μm. Osim u svrhe skrininga fundus fotografije služe i za objektivno pračenja pacijenata. |
| Fluoresceinska angiografija    |       | Ovo je invazivna dijagnostiþka procedura, koja zahteva intravensko ubrizgavanje kontrasta Na-fluoresceina 10% i nakon toga izradu fotografija uz pomoć digitalne fundus kamere sa specijalnim filterima. Relativno je bezbedna procedura koja može izazavati blage prolazne tegobe poput mučnine, žućkaste prebojenosti kože, sluzokože i beonjača, može dati alergijske reakcije od blažih tipa svraba po koži i urtrikarije do pojave anafilaktiþkog šoka, što se smatra retkom komplikacijom (1 na 200 000). U normalnim uslovima Na-fluorescein ne prolazi očuvanu spoljašnju ni unutrašnju hematoretinalnu barijeru. Uloga metode je nezamenljiva jer predstavlja smernicu za različite vrste laser tretman (fokalni ili grid) kao i u otkrivanju ishemijske makulopatije ili kombinove forme ishemijsko-eksudativne. |
| Fundus autofluorescencija      |       | Kod ove metode kamera prima autofluorescenciju emitovanu od strane fluorofora retine, ekscitacija lipofuscina se vrši uz pomoć talasne dužine izmeću 470 i 550 nm. Unutar tamne zone FAZ-a usled nakupine pigmenta, cistoidni edem se vidi kao rasvetljenje zbog pomeranja pigmenta. U praksi se intenzitet fundus autofluorscence opisuje kao oslabljen, normalan i pojačan. Fundus autofluorescenca je od praktičnog interesa kod pacijenata sa centralnom seroznom horioretinopatijom, gde se često pitamo da li se radi o prvom ataku bolesti ili recidivu. Na snimku prikazana distribucija i stepen oštećenja RPEla, omogućuje predviđanje daljeg toka bolesti i prognozu vidne funkcije, uz dokumentovano praćenje (fundus autofluorescence služi kao dokument). Samo snimanje je neinvazivno, vremenski kratko i pruža informacije koje nisu dostupne drugim konvencionalnim tehnikama kao što su: fundus fotografija, fluoresceinska angiografija ili OCT. Ona zapravo omogućava vizuelizaciju metaboličkih promena u nivou RPE-la i identifikaciju zona koje su pod rizikom od razvoja patoloških promena. U oboljenjima retine koja su praćena bilo nagomilavanjem fluorofora, bilo njihovim odsustvom usled odumiranja ćelija RPE-la, fundus autofluorescenca svojom jedinstvenim svojstvom da vidi ono što se ne vidi, locira mesta rane aktivnosti patoloških procesa i zajedno sa drugim dijagnostičkim procedurama pomaže boljem razumevanju patofiziologije retine, olakšava postavljanje rane dijagnoze i procenu progresije retinalnih bolesti. Zato, u svim sličajevima kada postoji neobjašnjiv pad vida, uz regularan oftalmoskopski nalaz fundusa, pacijenta je nabolje uputiti na snimanje fundus autofluorescence, koja je lako izvodljiva, a po njega potpuno bezbedna. |
| Optička koherentna tomografija |       | Metoda je savremena bezkontaktna neinvazivna i zasniva se na slojevnom laserskom snimanju mrežnjače i očnog živca, što omogućava sagledavanje poprečnih preseka unutrašnje struktura oka. Zbog svojih performansi, i neograničenog broja ponavljanja, metoda je značajna pomoć ne samo u dijagnostici bolesti mrežnjače i očnog živca, već i u praćenju patoloških promena makule (delu očnog dna namenjenog za centralni vid i raspoznavanje boja). Metoda funkcioniše po principu raspoređivanja laserskog svetla IR (infracrvenog) spektra na slojeve ispitivanog dela mrežnjače. Nakon usmeravanja snopa svetlosti uređaj registruje razlike u intenzitetu snopa svetlosti koji se reflektuju od različitih slojeva mrežnjače, meri vreme kašnjenja eha i na taj način omogućava jasno diferenciranje slojeva mrežnjače, merenje njihove debljine kao i uočavanje anomalija. |
| Biomikroskopija                |       | Biomikroskopom se pregledava prednji segment oka, kao u sve strukture do sočiva (veđe, konjuktive, rožnjača, beonjača, prednja očna komora, šarenica, sočivo. Pregled biomikroskopom se naziva i špalta. |
| Ultrazvučna sonografija        |       | Predstavlja neinvazivnu, kontaktnu, bezbolnu metodu za dijagnostikovanja širokog spektra očnih oboljenja, posebno kod pacijenata kada su konvencionalne metode pregleda nedovoljne da bi se postavila tačna dijagnoza. U načelu uređaj funkcioniše tako da se prema programu digitalnog računara aktivira puls-generator, koji električne impulse, preko upravljačke jedinice (za usmeravanje i fokusiranje), prenosi na pretvarač u sondi. Električnim impulsom u pijezoelktričnoj pretvaračkoj sondi nastaju kratke visokofrekventne mehaničke vibracije, od više stotina do više hiljada puta u sekundi. Tako nastale ultrazvučne oscilacije sonda prenosi u telo. Odjeci oscilacija iz tela primaju se istom sondom, i u posebnom delu uređaja (pojačalu za kompenzaciju), pojačavaju, kompenzuju, pamte u memoriji i prikazuju na sistemu za prikaz (televizijskom monitoru). U toku rada sa uređajem lekar mora sam da podesi pojačalo za kompenzaciju tako da kompenzuje prigušenja ultrazvuka u području tela koje pretražuje. |

## Elektofiziološke metode
Elektrofiziološke metode ispitivanje vidnog sistema obezbeđuje objektivne informacije o funkciji vidnog puta, koje je često vrlo značajno za postavljanje precizne dijagnoze i određivanje adekvatnog terapijskog pristupa bolesniku. Vrlo često se na elektrofiziološka ispitivanja u oftalmologiji upućuju i pacijenti s nejasnim poreklom pada vida.
Ispitivanje ili dijagnostika primenom elektrofizioloških metoda danas se u svetu izvodi prema ICEV standardu i protokolima koje je propisalo međunarodno udruženje (ICEV-International Society of Clinical Electrophysiology of Vision). Kao važan segment u elektrofiziološkom isptivanju predstavlja i saradnja kliničkog oftalmologa i laboratorije za elektrofiziologiju, pa je preporuka i prema ICEV standardu da svaki pacijent upućen na ovo ispitivanje bude detaljno oftalmološki pregledan..
| Naziv metode                         | Slika | Opis metode |
| ------------------------------------ | ----- | --- |
| Elektrookulografija (EOG)            |       | Jedna je od metoda koja se u oftalmologiji primenjuje za snimanje očnih pokreta i snimanja okulograma. Zasniva se na merenju korneelno-retinalnog potencijala koji postoji između prednjeg i zadnjeg dela ljudskog oka. U medicini, elektrookulografija se koristi za proučavanju patoloških stanja npr. kod osoba sa nistagmusom, gde se tokom dijagnostike neke bolseti teži da se ona što bolje razume kako bi se u realnom vremenu mogla adekvatno i lečiti |
| Elektroretinogrfija (ERG)            |       | Zasnovana je na snimanju akcionog potencijala mrežnjače (retine) izazvanog svetlosnim nadražajima mrežnjače, i predstavlja ukupni odgovor retine na svetlosnu stimulaciju celog polja, a zapravo govori o funkciji fotoreceptora (štapića i ćepića) i unutrašnjih nuklearnih slojeva retine. Dominantno se električna aktivnost meri postavljanjem elektroda direktno na rožnjaču oka, mada danas postoje i načini za merenje bez direktnog kontakta s okom (vidi sliku). Patološke rezultate daje kod noćnog sljepila, pigmentne distrofije mrežnjačee, slepila za boje, ablacije mrežnjače i drugih stanja. Kao podtip ERG-a ispituje se slikovni (engl. Pattern) ERG za koji se smatra da je usko povezan s funkcijom ganglijskih ćelija retine i funkcijom makule. Poslednjih nekoliko godina u elektroretinografsko ispitivanje uključen je i multifokalni ERG (mfERG), koji reflektuje lokalni retinalni odgovor izazvan funkcijom čepića superponiranom na prethodno svetlosno adaptirane sve fotoreceptore. Iako još uvek ne podleže ICEV standardu, ovaj test ima široku primenu u ispitivanju funkcije makule kod bolesti retine koje pogađaju isključivo ili dominantno ovaj deo retine. Za sada je za ovu vrstu ispitivanja ICEV doneo više protokola i vodiča, pa se očekuje i skora standardizacija metode ispitivanja. |
| Vizuelni evocirani potencijali (VEP) |       | Ovom metodom dobija se informacija o intrakranijalnom delu vidnog sistema, i deo je elektroencefalografskog ispitivanja (EEG). Izvodi se monokularnom jednostavnom belom svetlosnom stimulacijom, kojom se dobijaju odgovori registrovani elektrodama postavljenim na okcipitalnoj regiji i služe za tumačenje funkcije vidnog puta, pre svega optičkog nerva i hijazme Vizuelni evocirani potencijali (VEP) predstavljaju odgovor nastao dominantno kao posledica funkcije vidnog korteksa. Odgovori dobijeni slikovnom stimulacijom govore o funkciji vidnog puta. Određeni slikovni stimulus mogu doprineti i objektivnom određivanju vidne oštrine za šta nije potrebna posebna saradnja pacijenta, što je posebno značajno kod ispitvanje odojčadi i dece do tri godine starosti u fazama intenzivnog sazrevanja vidnog puta i vidnog korteksa, osoba ometenih u razvoju i agravanata. |
| Elektronistagmografija (ENG)         |       | Kao metoda u oftalmologiji i otlogiji zasniva na merenju pokreta očiju i nistagmusa tokom fiksacije pogleda očiju. Kao klinička dijagnostički metoda služi da otkrije nevoljne pokreta očiju koji su uzrokovanih stanjima kao što su; nistagmus, i vrtoglavica, testiranjem vestibularnog sistema. |

## Soljašnje veze
|  | Molimo Vas, obratite pažnju na važno upozorenje u vezi sa temama iz oblasti medicine (zdravlja). |